# Dorka Goldkorn
Dorka Goldkorn (ur. 1922 w Warszawie, zm. 17 lub 19 stycznia 1947 w Pabianicach) – działaczka Związku Młodzieży Socjalistycznej „Spartakus”, uczestniczka powstania w getcie warszawskim.

## Życiorys
Urodziła się w 1922 roku. Była obywatelką polską narodowości żydowskiej. Mieszkała przy ul. Pańskiej 17 w Warszawie. W szóstej klasie gimnazjum wstąpiła do Związku Socjalistycznej Młodzieży Szkolnej. Przed wybuchem wojny dołączyła do Związku Niezależnej Młodzieży Szkolnej „Spartakus”. Uczestniczyła w szkoleniu w getcie, wydawała czasopismo „Strzała” („Baginen”). Pod koniec 1940 nawiązała współpracę z Ha-Szomer Ha-Cair. W 1942, wraz z innymi członkami „Spartakusa”, wstąpiła do Polskiej Partii Robotniczej. W lipcu 1942, podczas wielkiej akcji deportacyjnej w getcie warszawskim, została członkinią Gwardii Ludowej. Przy ul. Nowolipie 51 pracowała przy produkcji materiałów wybuchowych.
Była członkinią Żydowskiej Organizacji Bojowej. Przed powstaniem w getcie warszawskim w lokalu przy ul. Nowolipie 53 uczestniczyła w konspiracyjnym druku i powielaniu odezw ŻOB. Przygotowywała materiały wybuchowe. 19 kwietnia 1943, w czasie wybuchu powstania, była w grupie bojowej na terenie ul. Leszno. Była łączniczką między grupami bojowymi przy ul. Leszno i Nowolipki i w kilku domach przy ul. Smoczej.
W dniu 20 kwietnia 1943 uczestniczyła w walce z Niemcami prowadzonej na ul. Smoczej przez grupę bojową, którą dowodzili Adam Szwarcfiis i Lew Rudnicki. Udało się im zniszczyć niemiecki czołg. Była łączniczką ze stroną aryjską. W końcowym okresie powstania polecono jej zadanie przeprowadzenia przez kanały na stronę aryjską sztabu powstańczego z bunkra przy ul. Miłej 18. Wróciła z ekspedycją ratowniczą, ale spóźniła się.
Po upadku powstania w getcie warszawskim pełniła funkcję łączniczki żydowskiego oddziału Gwardii Ludowej, działającego w lasach pod Wyszkowem Zdołała uciec z pociągu wiozącego Żydów do obozu w Majdanku, później była więziona w obozach koncentracyjnych Ravensbrück, Auschwitz i Bergen.
Po wojnie zamieszkała w Łodzi. Jako działaczka i agitatorka Polskiej Partii Robotniczej uczestniczyła w kampanii wyborczej do Sejmu w 1947 roku. Podczas tej działalności zginęła pod kołami ciężarówki. Zdaniem Anki Grupińskiej, Goldkorn po zakończeniu wojny rozpoczęła studia medyczne. 17 lub 19 stycznia 1947 roku wraz z M. Marczyńskim (według innego źródła W. Marczyńskim) miała być zastrzelona w Pabianicach. Miesiąc później w gazecie Walka Młodych miała ukazać się relacja, że kierowca samochodu nie zatrzymał się na wezwanie patrolu, myląc milicjantów z bojówkarzami podziemia.
W 1947 napisała wspomnienia z okresu walk w powstaniu w getcie warszawskim, które zostały wydane w 1951.
W 1948 została pośmiertnie odznaczona Krzyżem Srebrnym Orderu Virtuti Militari. W 2020, w 78. rocznicę wybuchu powstania w getcie warszawskim, przy metrze Centrum odsłonięto mural poświęcony kobietom walczącym w powstaniu. Została tam upamiętniona jako jedna z dziewięciu Żydówek.